# Pierrot Lunaire (album)
Pierrot Lunaire è il primo album in studio del gruppo musicale italiano omonimo, pubblicato nel novembre 1974 dalla It.

## Descrizione
L'album di debutto dei Pierrot Lunaire venne registrato negli studi della RCA di Roma; il tecnico del suono è Franco Finetti. La copertina è di Enrico Giammetta, autore con Francesco Tozzi anche delle fotografie sul retro.
Nel 1989 l'album è stato pubblicato in formato CD dalla BMG Ariola, altre ristampe sono state curate dalla MPR nel 1997 e dalla BMG per la serie Dei di un perduto rock dedicata al progressive italiano; entrambe hanno la copertina "mini-lp". Nel 1998 venne ristampato in formato LP dalla Contempo di Firenze per conto della It con veste grafica identica all'originale. Altre ristampe si devono alla BMG e alla Akarma.
Venne estratto un 45 giri, privo di copertina, ed adoperato per scopi promozionali, con i brani Arlecchinata/Il Re di Raipure - IT ZT 7058

## Tracce
Lato A
1. Ouverture XV – 3:16 (musica: Gaio Chiocchio)
2. Raipure – 4:41 (testo: Arturo Stalteri – musica: Gaio Chiocchio, Vincenzo Caporaletti)
3. Invasore – 4:16 (Gaio Chiocchio)
4. Lady Ligeia – 2:33 (Gaio Chiocchio)
5. Narciso – 5:08 (Gaio Chiocchio)
6. Ganzheit – 2:28 (Vincenzo Caporaletti)

Lato B
1. Verso il lago – 0:49 (musica: Vincenzo Caporaletti)
2. Il re di Raipure – 3:42 (musica: Gaio Chiocchio)
3. Sotto i ponti – 7:22 (testo: Arturo Stalteri – musica: Gaio Chiocchio, Vincenzo Caporaletti)
4. Arlecchinata – 3:22 (Gaio Chiocchio)
5. La saga della Primavera – 3:35 (Arturo Stalteri)
6. Mandrangola – 2:15 (musica: Arturo Stalteri)

## Formazione
Gruppo
- Arturo Stalteri - voce, pianoforte, organo Hammond, spinetta, eminent, celesta, percussioni
- Vincenzo Caporaletti - chitarra acustica, chitarra classica, chitarra 12 corde, chitarra elettrica, basso, batteria, flauto
- Gaio Chiocchio - voce, chitarra, sitar, mandolino, organo Hammond, cembali, timpani

Altri musicisti
- Laura Buffa - voce femminile (traccia 10)

Produzione
- Franco Finetti - tecnico del suono
- Enrico Giammetta e Francesco Tozzi - fotografie
- Enrico Giammetta - design album
- G. Di Toma - remastering digitale